# Ансбах (район)
Ансбах (нім. Ansbach) — район у Німеччині, у складі округу Середня Франконія федеральної землі Баварія. Районний центр — місто Ансбах, яке адміністративно до складу району не входить.

## Населення
Населення району становить 185 316 осіб (станом на 31 грудня 2020).

## Адміністративний поділ
Район складається з 12 міст (нім. Städte), 13 торговельних громад (нім. Märkte) та 33 громад (нім. Gemeinden):
| Міста 1. Вассертрюдінген (6063) 2. Віндсбах (6151) 3. Вольфрамс-Ешенбах (3119) 4. Гайльсбронн (9739) 5. Герріден (8101) 6. Дінкельсбюль (11882) 7. Лойтерсгаузен (5624) 8. Меркендорф (3067) 9. Орнбау (1653) 10. Ротенбург-об-дер-Таубер (11273) 11. Фойхтванген (12543) 12. Шиллінгсфюрст (2823) Об'єднання громад 1. Вайгенцель (Брукберг, Рюгланд та Вайгенцель) 2. Вільбургштеттен (Менксрот, Вайльтінген та Вільбургштеттен) 3. Вольфрамс-Ешенбах (Міттелешенбах та Вольфрамс-Ешенбах) 4. Гессельберг (Егінген, Герольфінген, Реккінген, Унтершванінген та Віттельсгофен) 5. Дентляйн-ам-Форст (Бурк, Дентляйн-ам-Форст та Візет) 6. Ротенбург-об-дер-Таубер (Адельсгофен, Гебзаттель, Геслау, Інзінген, Нойзіц, Оренбах, Штайнсфельд та Віндельсбах) 7. Трісдорф (Орнбау та Вайденбах) 8. Шиллінгсфюрст (Бух-ам-Вальд, Дібах, Домбюль, Шиллінгсфюрст, Веттрінген та Верніц) | Торговельні громади 1. Арберг (2251) 2. Бехгофен (6033) 3. Вайденбах (2296) 4. Вайльтінген (1400) 5. Дентляйн-ам-Форст (2311) 6. Дітенгофен (5593) 7. Домбюль (1810) 8. Дюррванген (2573) 9. Кольмберг (2117) 10. Лерберг (3068) 11. Ліхтенау (3856) 12. Флаксланден (2353) 13. Шопфлох (2926) Громади 1. Адельсгофен (939) 2. Аурах (3007) 3. Брукберг (1294) 4. Бургобербах (3590) 5. Бурк (1061) 6. Бух-ам-Вальд (1039) 7. Вайгенцель (2924) 8. Верніц (1846) 9. Веттрінген (988) 10. Візет (1317) 11. Вільбургштеттен (2141) 12. Віндельсбах (1047) 13. Віттельсгофен (1273) 14. Гебзаттель (1731) 15. Герольфінген (954) 16. Геслау (1339) 17. Дібах (1155) 18. Егінген (1921) 19. Заксен-бай-Ансбах (3626) 20. Інзінген (1161) 21. Лангфурт (2017) 22. Менксрот (1607) 23. Міттелешенбах (1653) 24. Ноєндеттельзау (7936) 25. Нойзіц (2087) 26. Обердахштеттен (1678) 27. Оренбах (602) 28. Петерзаурах (4984) 29. Реккінген (735) 30. Рюгланд (1262) 31. Унтершванінген (867) 32. Шнельдорф (3660) 33. Штайнсфельд (1250) |

Дані про населення наведені станом на 31 грудня 2020.